# Заљесје (Сењец)
Заљесје (слч. Zálesie) насељено је мјесто са административним статусом сеоске општине (слч. obec) у округу Сењец, у Братиславском крају, Словачка Република.

## Становништво
| Година:    | 1994. | 2004.    | 2014.    | 2024.    |
| ---------- | ----- | -------- | -------- | -------- |
| Број људи: | 710   | 925      | 1791     | 2297     |
| Разлика:   |       | +30,28 % | +93,62 % | +28,25 % |

| Година:    | 2023. | 2024.   |
| ---------- | ----- | ------- |
| Број људи: | 2280  | 2297    |
| Разлика:   |       | +0,74 % |

Према подацима о броју становника из 2011. године насеље је имало 1.538 становника.